# Jennie Dorny
Jennie Dorny (ur. 1960 w Stanach Zjednoczonych) – amerykańska pisarka. Mieszka i tworzy w Paryżu.

## Twórczość
- Gambling Nova (1999)
- Eridan (2002)
- Les cupidons sont tombes sur la tete (2007) / Jennie Dorny: Kiedy Amor traci głowę. Warszawa: AdPublik, 2012. ISBN 978-83-926199-5-6. (pol.). Brak numerów stron w książce